# 費城證券交易所
費城證券交易所（英語：Philadelphia Stock Exchange，PHLX），現稱納斯達克費城（Nasdaq PHLX），是美國第一個證券交易所，亦是美國歷史最古老的證券交易所。該交易所由納斯達克所有。2007年，納斯達克以5200萬美元的價格收購費城證券交易所。費城證券交易所成立於1790年。現在費城證券交易所在Cira Centre South辦公。 

## 外部連結
- Official website （页面存档备份，存于）
- "Philadelphia Stock Exchange Papers" （页面存档备份，存于）, The Historical Society of Pennsylvania, documenting the history and activities of the exchange from 1746 to 2005